# Rio Falsino
Rio Falsino är ett vattendrag i Brasilien.   Det ligger i delstaten Amapá, i den norra delen av landet, 1 900 km norr om huvudstaden Brasília.
I omgivningarna runt Rio Falsino växer i huvudsak städsegrön lövskog. Runt Rio Falsino är det mycket glesbefolkat, med 2 invånare per kvadratkilometer.